# ГЕС Сайт-Сі
ГЕС Сайт-Сі — гідроелектростанція на заході Канади у провінції Британська Колумбія. Знаходячись після ГЕС Піс-Каньйон, становить третій ступінь каскаду на річці Піс, лівому витоку Невільничої, яка після Великого Невільничого озера отримує назву Макензі та тече до моря Бофорта (Північний Льодовитий океан).
У межах проекту річку перекрили земляною греблею висотою 60 метрів та довжиною 1050 метрів, до якої праворуч прилягає секція з водоскидами та машинним залом. На час будівництва вода відводилась за допомогою двох тунелів. Гребля утримує витягнуте по долині річки на 83 км водосховище з площею поверхні 93,3 км2 та незначним припустимим коливанням рівня в операційному режимі — між позначками 460 та 461,8 метра НРМ.
Пригреблевий машинний зал обладнаний шістьома турбінами типу Френсіс потужністю по 183 МВт, які при чистому напорі у 48,5 метра мають забезпечувати виробництво 5,1 млрд кВт-год електроенергії на рік.
Видача продукції відбувається по двох ЛЕП, розрахованих на роботу під напругою 500 кВ.
Завершення проекту відбулось в серпні 2024.
Після чого водосховище 11 тижнів наповнювалось водою до запланованого рівня.
Більша половина потужності планується для використання в нафтогазовому комплексі провінції, зокрема для потреб проекту LNG Канада.
Керуючим партнером консорціуму компаній, які залучені для будівництва ГЕС, є канадська компаня AECON. Українська державна компанія Укргідроенерго підписала меморандум з AECON щодо будівництва Канівської та Каховської ГЕС. 